# Marie, Marie
Marie, Marie è una canzone scritta da Pierre Delanoë e composta da Gilbert Bécaud. Fu incisa nel 1959 con il lato B La Chanson pour Roseline per l'etichetta La Voix de son Maître.

## Descrizione
La voce narrante è quella di un carcerato che scrive una lettera alla sua amata. Nella lettera ricorda che a Pasqua o alla Mi-Carême, una tradizionale festa carnevalesca di origine francese celebrata a metà della Quaresima, cioè il ventesimo dei quaranta giorni del digiuno prima di Pasqua, avrà scontato la sua pena e sarà nuovamente libero e potrà finalmente baciarla nel loro giardino all'inglese; inoltre, la esorta a scrivergli più spesso. Riprende a raccontare il suo tempo: lavora nella biblioteca e passa dei bei momenti, con i suoi amici poeti Baudelaire e Chateaubriand. Nel carcere sono trattati bene: la domenica mangiano il dessert e il venerdì il pesce. Infine, le ricorda che a breve torneranno i bei tempi e lei potrà dire «ti amo» al carcerato numero 14200.

## Altre versioni
La cantante italo-francese Dalida fece tradurre il brano in lingua italiana e lo interpretò in un'unica occasione dal vivo, nel 1959, nel programma televisivo RAI "Serata di Gala, con Dalida". Nello stesso anno, lo incise poi nella versione originale in lingua francese.